# Rozsochy (Czechy)
Rozsochy – miejscowość i gmina (obec) w Czechach, w kraju Wysoczyna, w powiecie Zdziar nad Sazawą. W 2022 roku liczyła 684 mieszkańców.